# Euphorbia fusiformis
Euphorbia fusiformis là một loài thực vật có hoa trong họ Đại kích. Loài này được Buch.-Ham. ex D.Don mô tả khoa học đầu tiên năm 1825.